# 奥斯曼国徽

19世纪使用的奥斯曼国徽

奥斯曼帝国的每一位蘇丹都会有他自己的徽章，称作花押，并被当做国徽。在19世纪后期，产生了一个现代国徽（参照欧洲纹章设计）。最终设计于1882年4月17日被苏丹阿卜杜勒·哈米德二世通过。它包括两面旗帜：红底星月旗为安纳托利亚和其他亚洲国家旗帜，绿底，上面有3个月亮的旗为魯米利亞之旗。
在奥斯曼国徽中，有一些当今土耳其共和国国徽中的几何元素，例如中央的椭圆形和垂直放置的星和月。

## 徽章内容
奥斯曼帝国徽章由一枚华丽的卡尔图什雕饰而成，上面有一枚图赫拉印章。卡尔图什被各种国家元素所包围，包括两面旗帜：安纳托利亚和亚洲省份的红色星月旗和鲁梅利亚省份的绿色旗帜，其中绿旗被一个羊角玉带所掩盖。北非省份没有被代表。在旗帜的后面是一些长矛和其他武器。
在顶部，金色的光芒从太阳上辐射出来，印有苏丹的图赫拉印章，背景为绿色的圆盘。图赫拉以阿拉伯文书写，“阿卜杜勒哈米德之子马哈茂德·汗，永获胜利”，书写为：محمود خان بن عبد الحميد مظفر دائماً （Mahmūd Ḫān bin Abdulhamīd muẓaffar dāʾimā）。大绿色新月上的铭文以阿拉伯文书写：“依靠上帝的帮助，崇高奥斯曼国家的国王”，书写为：المستند بالتوفيقات الربانية ملك الدولة العلية العثمانية (al-Mustanidu bi't-Tawfiqāti'r-Rabbānīyah Malik ad-Dawlatu'l-Alīyati'l-Uthmāniyah)。
在下部华丽的花纹下方，挂着五个奥斯曼军事奖章。根据伊斯兰教规，不包括通常文章学常用设计的侍从动物形象。

## 象征含义
该盾徽上的象征含义如下：
左边是鲁梅利亚艾亚雷特或奥斯曼哈里发国的绿色旗帜，右边是安纳托利亚艾亚雷特和亚洲艾亚雷特的红色旗帜。
中央是一个椭圆形盾牌，中间是一个带有太阳图案的风格化图案，周围是许多星星。星星的数量可以是12或16，后者表示16个伟大的突厥帝国。
左边的花朵象征奥斯曼帝国的包容性，
左边的天平象征奥斯曼帝国的公正性，
左边平衡下的书籍是《古兰经》和法律体系（kanunname），象征着伊斯兰国家，
左右两侧的武器象征奥斯曼帝国军队，左边的锚代表奥斯曼海军，右边的大炮代表奥斯曼炮兵，
太阳象征奥斯曼帝国的伟大，
太阳上的绿色印章（图赫拉）代表伟大的奥斯曼王朝，
图赫拉下方的绿色月牙形标志象征奥斯曼帝国是全世界穆斯林的守护者。
中央盾徽下面是火炬和弓箭，
悬挂在下面的勋章象征奥斯曼帝国和土耳其文化的根源，
悬挂在底部的勋章象征奥斯曼帝国内的各种民族。